# Палуцци Альтьери дельи Альбертони, Палуццо
Палуццо Палуцци Альтьери дельи Альбертони (итал. Paluzzo Paluzzi Altieri degli Albertoni; 8 июня 1623, Рим, Папская область — 29 июня 1698, там же) — итальянский куриальный кардинал. Епископ Монтефьясконе и Корнето с 29 марта 1666 по 19 мая 1670. Про-генеральный викарий Рима с 1 января 1667 по 12 августа 1671. Префекты конгрегации воды с 1 января 1670 по 23 сентября 1676. Архиепископ Равенны с 19 мая 1670 по 19 февраля 1674. Апостольский легат в Авиньоне с 19 мая 1670 по 1 января 1677. Префект Священной Конгрегации Священной Индекса с 1 марта 1671 по 29 июня 1698. Префект Священной Конгрегации Пропаганды Веры со 2 августа 1671 по 29 июня 1698. Камерленго Святой Римской Церкви с 4 августа 1671 по 29 июня 1698. Про-префект Священной конгрегации собора с 6 ноября 1671 по 31 декабря 1672. Апостольский легат в Урбино с 1 января 1673 по 1 января 1677. Камерленго Священной Коллегии Кардиналов с 10 января 1678 по 9 января 1679. Архипресвитер Латеранской базилики с 13 сентября 1693 по 29 июня 1698. Вице-декан Священной Коллегии Кардиналов с 27 января по 29 июня 1698. Кардинал in pectore с 14 января 1664 по 15 февраля 1666. Кардинал-священник с 15 февраля 1666, с титулом церкви Санти-XII-Апостоли с 15 марта 1666 по 1 декабря 1681. Кардинал-священник с титулом церкви Сан-Кризогоно с 1 декабря 1681 по 13 ноября 1684. Кардинал-священник с титулом церкви Санта-Мария-ин-Трастевере с 13 ноября 1684 по 28 февраля 1689. Кардинал-епископ Сабины с 28 февраля 1689 по 8 августа 1691. Кардинал-епископ Палестрины с 8 августа 1691 по 27 января 1698. Кардинал-епископ Порто и Санта-Руфина с 27 января по 29 июня 1698.